# Текстура вугілля
Текстура вугілля (рос. текстура угля, англ. coal structure; нім. Kohletextur f) — просторове розташування компонентів вугілля незалежно від їхньої величини, форми й речовинного складу. Найхарактернішою для вугілля є шарувата й масивна текстури. Рідше зустрічається однорідна, зерниста та листувата. Текстура вугілля обумовлена умовами накопичення органічної речовини та подальшими метаморфічними процесами.